# Willie Desjardins
Willie Desjardins (Climax, 11 febbraio 1957) è un allenatore di hockey su ghiaccio ed ex hockeista su ghiaccio canadese che giocava nel ruolo di centro. Dalla stagione 2014-15 allena nella National Hockey League la franchigia canadese dei Vancouver Canucks.

## Palmarès

### Allenatore

#### Club
- Calder Cup: 1

Texas: 2013-2014

#### Individuale
- CHL Coach of the Year: 1

2005-2006
- Louis A. R. Pieri Memorial Award: 1

2012-2013